# Ilex lundii
Ilex lundii är en järneksväxtart som beskrevs av Johannes Eugen ius Bülow Warming. Ilex lundii ingår i släktet järnekar, och familjen järneksväxter. Inga underarter finns listade i Catalogue of Life.